# M.a.x. museo
Il m.a.x. museo è un museo civico di Chiasso che presenta esposizioni ed eventi sulla grafica contemporanea e storica, sulla comunicazione visiva, il design e la fotografia.

## Storia
Il museo viene inaugurato il 12 novembre 2005 su iniziativa della Fondazione Max Huber-Kono. Nel 2010 diventa un’istituzione pubblica del Comune di Chiasso.

## Collezione
Il m.a.x. museo ha una collezione permanente che si basa sulla collezione storica del comune di Chiasso. In particolare vi è un'attenzione per l'arte grafica e la fotografia.
Il museo presenta esposizioni ed eventi divulgativi che vogliono far conoscere al pubblico la grafica contemporanea e storica, la comunicazione visiva, il design e la fotografia. 
Col termine di “grafica” s’intende il settore della produzione artistica orientato alla progettazione e alla realizzazione di prodotti di comunicazione visiva e, in particolare, il graphic design (progettazione grafica) e la grafica d’impresa, come pure la grafica d’arte (o grafica storica). 
Il museo propone anche visite, performance, conferenze, laboratori, concerti e gite che costituiscono momenti di incontro e vere e proprie chiavi di lettura delle mostre in corso.

## L'edificio
Opera degli architetti Pia Durisch e Aldo Nolli, il m.a.x. museo è caratterizzato da spazi bianchi e neutri. La facciata è un’immensa vetrina translucida che di notte illumina la città e vuole essere una sorta di “lanterna” artistica. Sul piazzale davanti all’ingresso del m.a.x. museo vi è la scultura Le 3T realizzata da Max Huber. 
Vicino al m.a.x. museo sorge lo Spazio Officina. L’edificio è stato interamente ristrutturato nel 2005 dagli architetti Pia Durisch e Aldo Nolli seguendo i dettami dell’archeologia industriale. Spazio Officina ospita mostre ed eventi, coinvolgendo artisti che hanno lavorato anche in territorio ticinese e giovani leve nelle varie discipline. 
Il m.a.x. museo, lo Spazio Officina, il Cinema Teatro e la Biblioteca comunale (afferente al Sistema bibliotecario ticinese) costituiscono il “Centro Culturale Chiasso”, che propone contenuti espositivi e teatrali di respiro internazionale, con frequenti interrelazioni fra le diverse strutture culturali.